# Раковская, Рина
Инна-Рина Раковская (до репатриации Инна Марковна Раковская; род. 17 декабря 1951, Ангарск, Россия) — советский преподаватель и языковед, израильский преподаватель и методист в области изучения иврита как второго языка.

## Деятельность в СССР
С отличием окончила историко-филологический факультет Ставропольского государственного педагогического института, затем аспирантуру кафедры русской литературы Московского государственного педагогического института имени Ленина. Кандидат филологических наук (диссертация «Народническая критика о творчестве Л. Н. Толстого (1880-е — 1890-е годы)», 1981). Затем прошла переквалификации на кафедре РКИ (русский как иностранный) в Московском государственном университете. Старший преподаватель кафедры РКИ Московского финансового института, автор ряда методических пособий для обучавшихся в институте иностранных студентов. Соавтор «Русско-английского толкового словаря международных финансовых, валютных, биржевых терминов и понятий» (1991).

## Деятельность в Израиле
В 1991 г. Раковская репатриировалась в Израиль. Окончила отделения иврита и истории академического Педагогического колледжа им. Левински (Тель-Авив) - 1380 учебных часов. Старший преподаватель иврита и истории с 3-й степенью (PhD — доктор филологии).
Создатель (1993) и руководитель известного в Израиле курса «Корни иврита» и Международного центра изучения иврита через интернет (2011).
Преподаватель Открытого университета (школа языков «Диалог»)  с (2010).
Автор и ведущая уроков иврита (на базе текстов еврейской истории) на государственном радио «Голос Израиля» — «РЭКА» (2000-2017).
Участник проекта Министерства абсорбции: изучение иврита посредством телевидения и Интернета.
Создатель Персонального онлайн курса-репетитора изучения иврита «Учитель, который всегда с тобой» (более 500 голосовых часов). Курс включает «Говорящие таблицы» (более 500 грамматических тем, более 600 таблиц, сопровождаемых её голосовыми объяснениями-комментариями).
Автор грамматических сказок «Корни иврита» (выдержали 5 изданий). «Сказки» иллюстрированы художником-мультипликатором Цезарем Оршанским, в прошлом работавшим с режиссёром-мультипликатором Юрием Норштейном. Редактор «Сказок» — д-р Барух Подольский.
Автор капитального оригинального учебника грамматики «Морфология иврита — практическая грамматика» (29 частей, более 700 стр.), созданного ею по заказу еврейского агентства Сохнут (два издания).
Работает над большим иврит-русским «Обучающим корневым словарем».
Под редакцией д-ра Инны-Рины Раковской был издан "Иврит-русский словарь аббревиатур и сокращений" (д-р Леонид Позин, издательство Зак, Иерусалим, 2007).

## Методика Инны (Рины) Раковской
Основной задачей, согласно методу д-ра Раковской, является понимание логики и простоты структуры иврита и умение этим пользоваться. На иврите, умея распознать корень и зная словообразовательные модели, можно понять значение незнакомых слов, не прибегая к помощи словаря. Тем самым, словарный запас увеличивается почти в геометрической прогрессии. На этом построены и все учебные пособия, разработанные Инной (Риной) Раковской, в частности написанный в форме занимательных истории учебник для третьего уровня обучения «Последние трудности — первые трудности» и Грамматические сказки «Корни иврита», которые и дали название школе.
Как отмечала израильская пресса,

О д-ре Инне Раковской и её методике «Вести» писали давно и много. Опираясь на свой доизраильский опыт преподавания русского языка иностранцам в престижных московских вузах, она разработала методику, в основе которой не прохождение грамматики и заучивание слов, а понимание структуры языка. Эта методика дала впечатляющие результаты. Сотни репатриантов благодаря ей заговорили на непонятном прежде языке и почувствовали к нему вкус.
Д-р Барух Подольский, создатель самого большого иврит-русского словаря, пишет:

"Д-р Инна Раковская известна мне как обладатель обширных знаний в области иврита. Но что неизмеримо важнее, она умеет передать свои знания новым репатриантам. Методика, которую создала д-р Раковская, позволяет новым репатриантам овладеть языком иврит путем, который кажется им простым и понятным. Но за этой простотой скрывается серьезная профессиональная работа и самоотдача талантливого и опытного методиста".

## Курс «Корни иврита»
Курс «Корни иврита», известный в Израиле, является частным ульпаном. Курс был создан в 1993 году и опирается на методику д-ра Раковской. Курс неоднократно побеждал в конкурсах правительственных учреждений и муниципалитетов, работает с Министерством абсорбции, муниципалитетами, Управлением малых и средних бизнесов, Объединением предпринимателей Израиля, Управлением национального страхования (Битуах леуми) и многих других, а также на свободном рынке.
Курс решает следующие задачи:
- Развитие чувства языка.
- Развитие автоматизма во всех сферах владения языком (чтение, письмо, понимание на слух, говорение и т. д.).
- Понимание простоты, стройности и логичности грамматики иврита.
- Формирование богатого словарного запаса посредством «вбрасывания» корня в модели, что позволяет понимать значение незнакомых слов без словаря и быстро расширяет словарный запас.
- Овладение «готовым языком» (фразами и оборотами речи).
- Решение проблемы запоминания.
- Преодоление языкового и психологического барьеров.

Курс состоит из трёх ступеней:
1. На первой ступени ученики начинают ориентироваться в грамматике, снимают проблему пониманимя разговорного иврита, выражают свои мысли в бытовых ситуациях, не делая кальку с русского языка.
2. На второй ступени грамматические проблемы практически снимаются. Речь обогащается типично израильскими речевыми оборотами — от высокого иврита до сленга. Формируется письменная речь, умение читать документы, газеты, слушать радио и думать на иврите.
3. Третья ступень построена на базе диалоговых произведений современной израильской литературы, фильмов, сатиры и юмора. Её результат - владение ивритом на уровне образованных израильтян, владение языковыми и культурными кодами, ощущение себя в Израиле "своим".

Курс «Корни иврита», дающий свободное владение ивритом, рассчитан на 360 часов, в то время как программа только начального уровня государственного ульпана — 500 часов.
По оценке журналистов, данной ещё в 2002 году,

Методика курса «Корни иврита» д-ра Раковской является столь эффективной, что позволяет новым репатриантам в короткий срок свободно овладеть ивритом, а значит, занять достойное место в новой стране. За эти годы курсы закончили более двух тысяч жителей Тель-Авива.

Опыт курса лёг в основу статьи Раковской «Проблема овладения ивритом и способы её решения», опубликованной в 2008 г. в издании Министерства просвещения Израиля «Эхо ульпана» (ивр. בעיית רכישת השפה העברית והצעות לפתרונה. משרד החינוך, האגף לחינוך מבוגרים, הנהלת הלשון. הד האולפן החדש, גיליון 93, אביב 2008, ע' 97-100‎).